# Аббатство Беллапаис

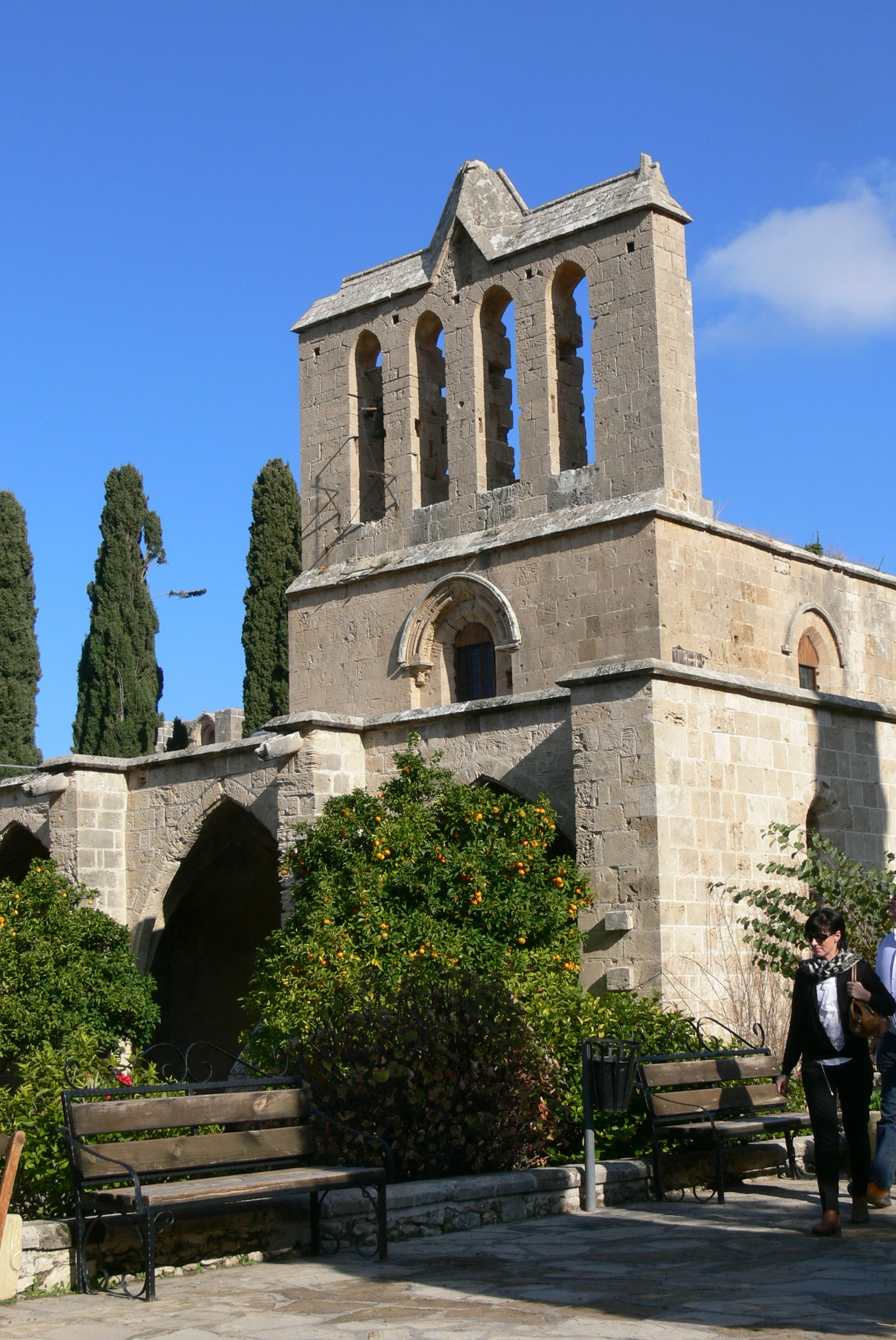
Сохранившийся фасад монастырской церкви 1-й половины XIII века

Аббатство Беллапаис (фр. Abbaye de la Belle Paix, греч. Αββαείο Μπελαπάις) — один из красивейших памятников готической архитектуры Кипра, воздвигнутый крестоносцами в начале XIII века вблизи Кирении и к нашему времени большей частью превратившийся в руины. Наименование аббатства, как и название близлежащей деревни Беллапаис, происходит от французского названия монастыря Abbaye de la Paix — Аббатство Мира.

## История
Об истории аббатства известно крайне мало. Монахи ордена августинцев, прибывшие на Кипр из Иерусалима, поселились в предгорье Киренийского хребта на территории современной деревни Беллапаис в 1187 году. В 1198 году здесь началось строительство августинской обители Святой Марии Горной. В 1205 году обитель была передана ордену премонстрантов. Вероятно, именно тогда была возведена сохранившаяся до наших дней монастырская церковь, датируемая 1-й половиной XIII века. По причине того, что монахи премонстранты носили белые одеяния, монастырь получил неофициальное название «Белое аббатство».
Монастырь был официально учреждён в 1205 или 1206 году архиепископом Никосии Тьерри и посвящён Деве Марии. Основание монастыря было утверждено папой Григорием IX в 1232 году. Король Кипра Гуго I (1205—1218) пожаловал новому монастырю обширные земельные владения.

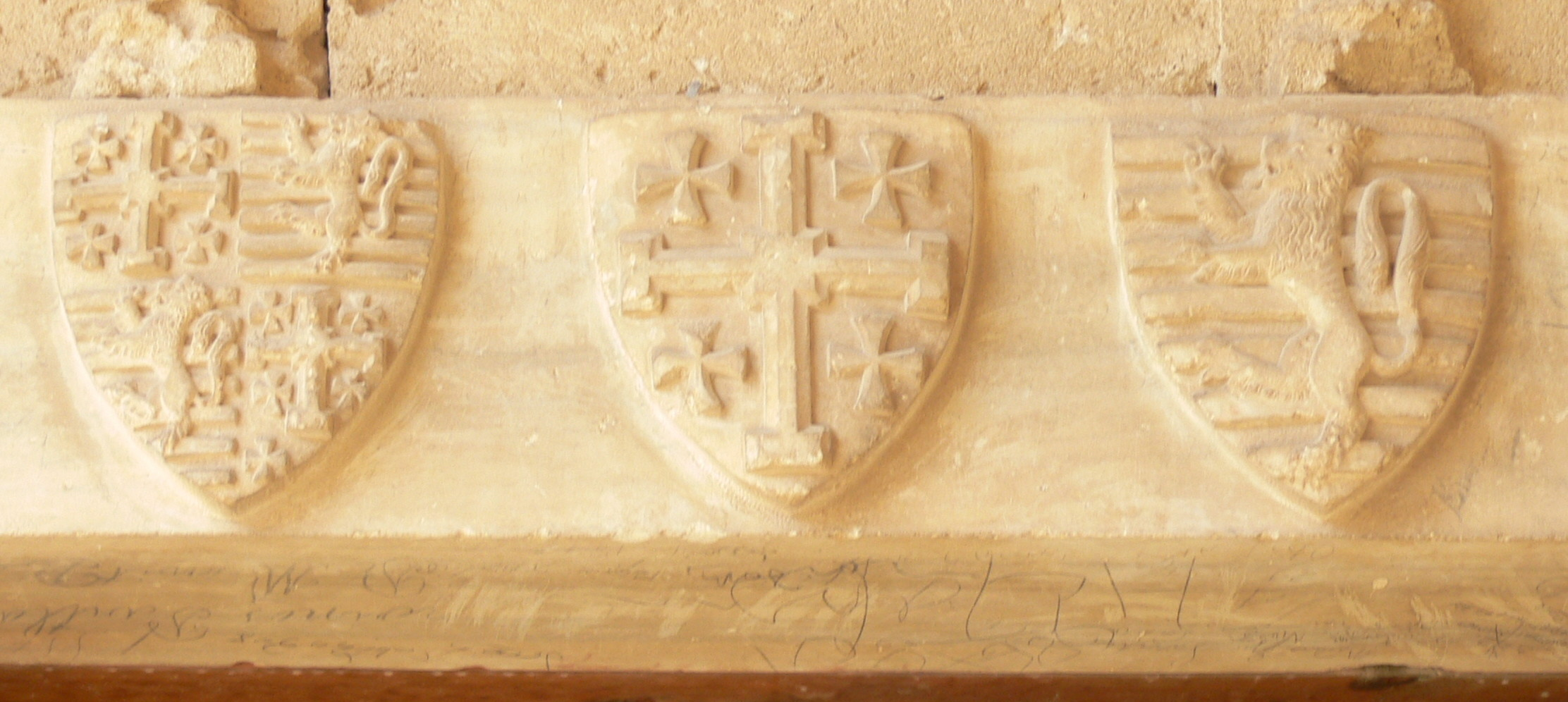
Гербы Лузиньянов над входом в трапезную

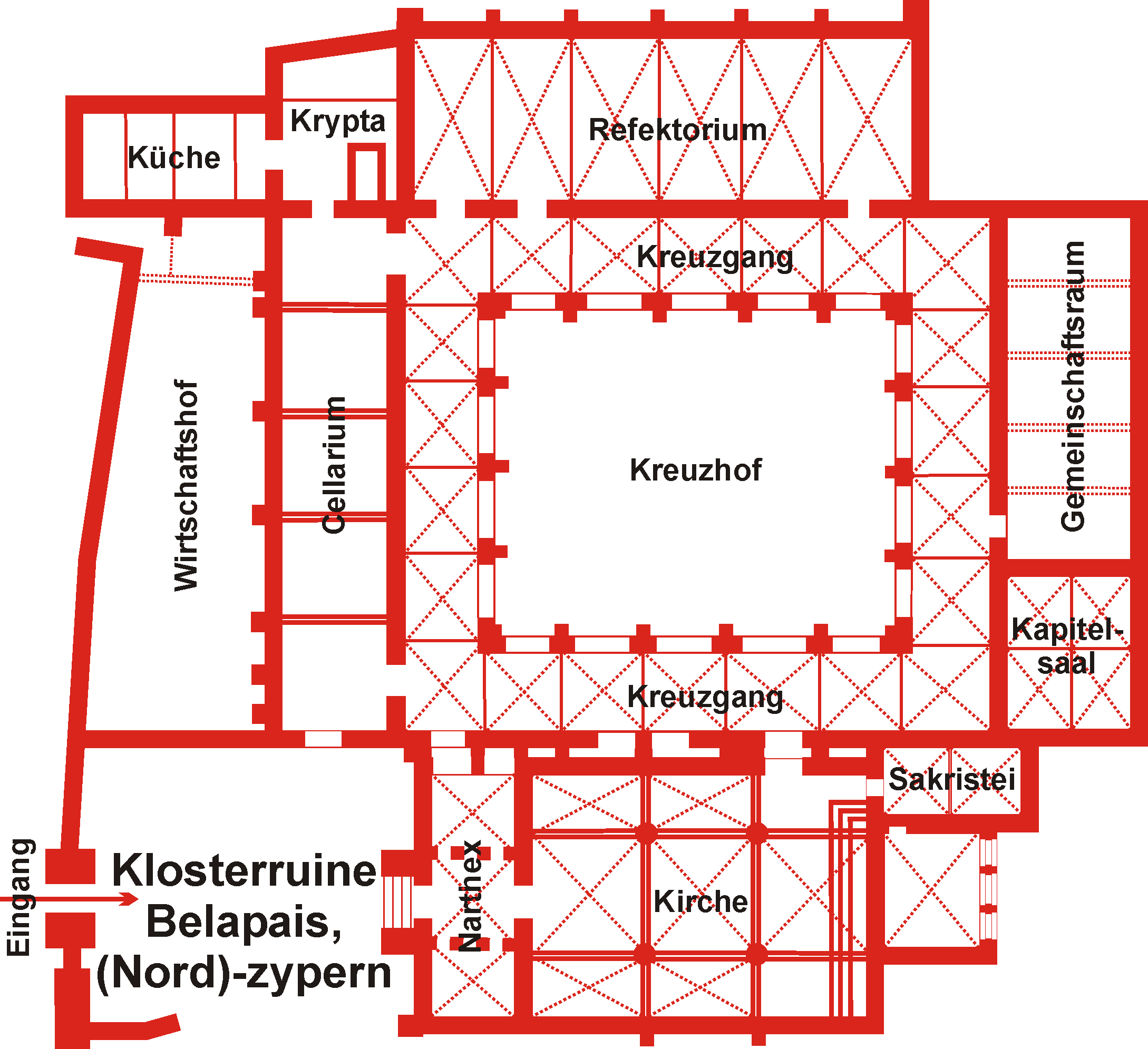
План монастыря Беллапаис

Наибольшего процветания премонстрантский монастырь достиг после того, как в 1246 году получил по завещанию рыцаря Роджера Норманда фрагмент Животворящего Креста, привезённый из Иерусалима, а также 600 безантов. В монастырь потянулась непрерывная вереница паломников, оставлявших щедрые пожертвования.
Монастырский комплекс неоднократно перестраивался и расширялся. Король Гуго III (1267—1284) существенно расширил комплекс зданий аббатства, придав ему нынешний вид. Согласно хронике Этьена де Лузиньяна, король Гуго III существенно повысил статус аббата монастыря, пожаловав ему право носить меч, золотые шпоры и митру.
Почти через сто лет король Гуго IV (1324—1358), часто посещавший аббатство, построил большую часть монастырского комплекса, в частности, монастырский двор, павильоны и огромную монастырскую трапезную в готическом стиле. Над входом в трапезную до наших дней сохранился королевский герб Лузиньянов. Строительство монастырского комплекса полностью было окончено к последней четверти XIV века.
В 1373 году на Кипр вторглись генуэзцы. Осадив Кирению, они попутно разграбили аббатство, захватив драгоценные реликвии. После этого монастырь стал быстро клониться к моральному и физическому упадку. В XV веке аббатство управлялось аббатами, которые не находились в самом монастыре. Монахи начали постепенно отступать от строгих монастырских канонов, которыми ранее славилось аббатство, в том числе и от соблюдения целибата. Дошло до того, что в послушники монастыря стали принимать только детей его монахов от их наложниц. В XVI веке разложение монахов привело к открытому скандалу.
В период правления на Кипре венецианцев аббатство получило своё название Беллапаис (в результате первоначального сокращения французского названия до De la Pais). Вскоре после завоевания Кипра турками-османами в 1570—1571 годах, монастырь был разграблен османскими войсками, а затем передан восстановленной Кипрской православной церкви, при которой монастырь пришёл в запустение. Греки-киприоты использовали по назначению только монастырскую церковь, в остальных же строениях аббатства содержался домашний скот. В дальнейшем монастырские здания постепенно разбирались на строительные материалы местными жителями и даже британцами, под власть которых Кипр перешёл в 1878 году.
В 1912—1931 годах реставрацией монастырского комплекса по поручению зарождавшегося департамента древностей занимался Джордж Джеффери (George Jeffery), первый куратор Лапидарного музея Никосии. В монастырской церкви Панагии Аспрофоруссы православные богослужения проводились до 1974 года.

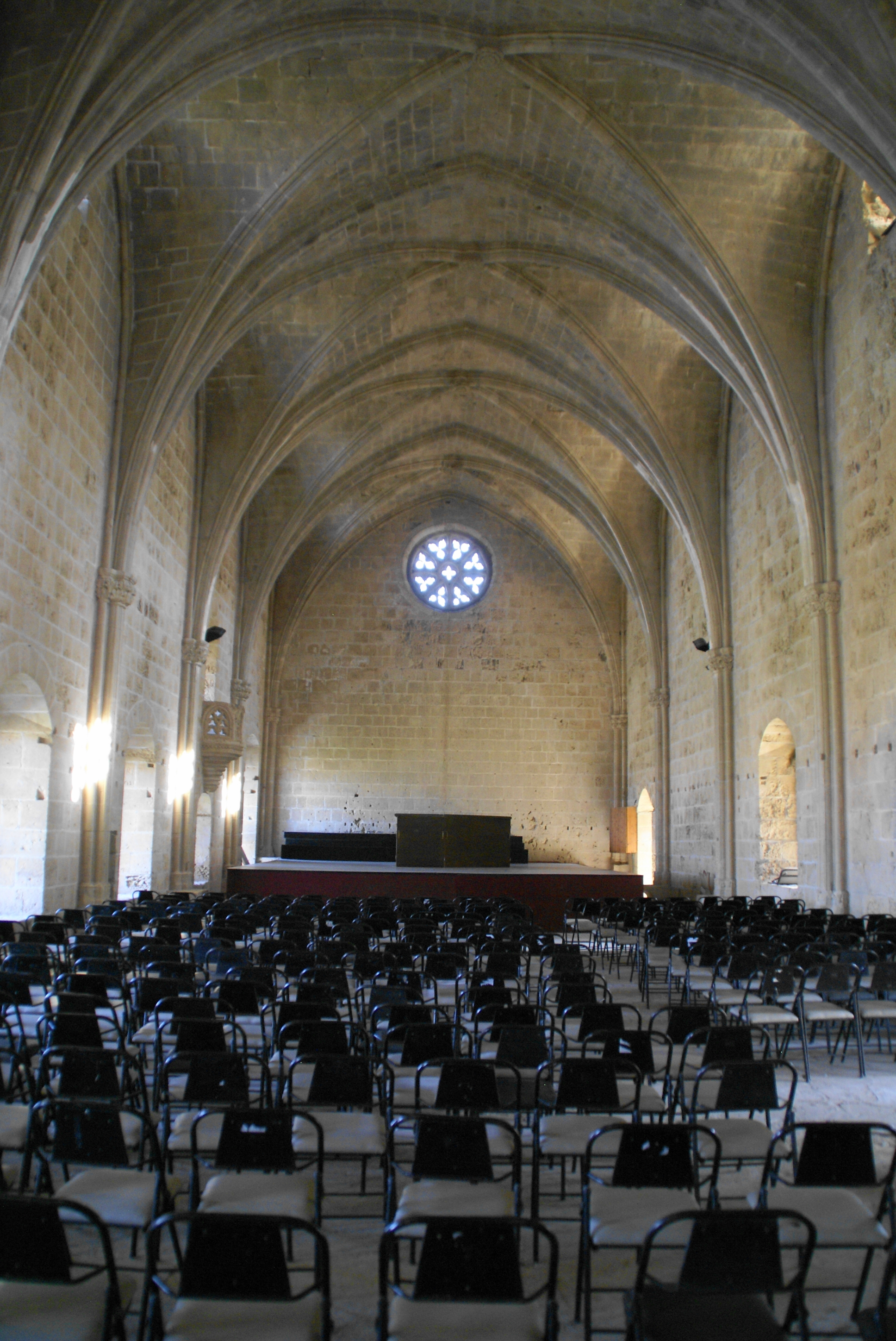
Сохранившаяся трапезная аббатства, используемая в качестве концертного зала

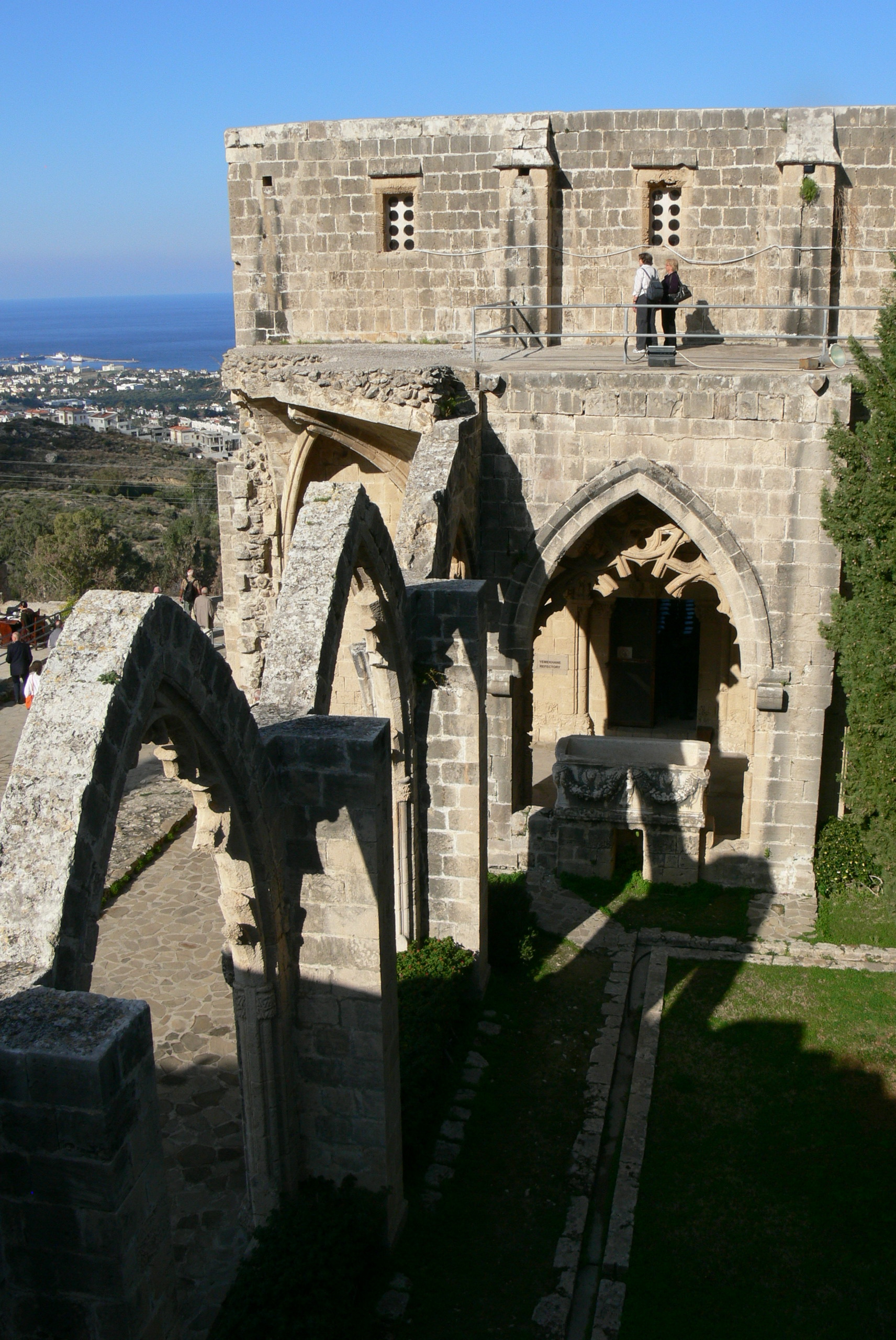
Арки и вход в трапезную, перед которым стоит саламинский саркофаг, использовавшийся монахами в качестве умывальни

В современный период развалины Беллапаиса являются популярной туристической достопримечательностью и используются для проведения различных культурных мероприятий, в частности, для проведения в конце мая — начале июня каждого года музыкального праздника International  Bellapais Music Festival.

## Описание
Монастырский комплекс, построенный из известняка на обрывистом склоне холма, имеет форму квадрата, в южной стороне которого находится церковь Девы Марии. Западная часть монастыря больше всего разрушена и разобрана на строительные материалы.
Здание монастырской церкви хорошо сохранилось до наших дней. Церковь состоит из главного нефа с узкими боковыми двухтравейными нефами, средокрестия, двух небольших трансептов и квадратного хора. Над всеми внутренними частями церкви высятся нервюрные своды, кроме трансептов, своды которых цилиндрические. Капители оконных колонн и колонн западного входа выполнены в архитектурном стиле 1-й половины XIII века.
Хорошо сохранилось и здание трапезной монастыря 1-й половины XIV века, перед входом в которую находится внушительных размеров богато декорированный саркофаг из Саламина, датируемый II веком н. э., выполнявший для монахов роль купели, в которой они мыли руки перед трапезой. Внушительных размеров великолепный двухъярусный зал трапезной (98 футов в длину, 33 в ширину и 38 в высоту), столь просторный, что британцы в своё время устроили в нём тир, обладает великолепной акустикой, поэтому именно в этом помещении ежегодно проводятся музыкальные фестивали.
Хорошо сохранилось также подвальное помещение под трапезной аббатства, в котором находился склад. Во время турецкого вторжения 1974 года участниками греческого сопротивления в нём был устроен госпиталь.
В конце монастырского двора находится большое полуразрушенное двухэтажное здание конвента. На первом этаже этого здания находился зал монашеских собраний, а на втором — кельи монахов и покои аббата. Своды этих помещений обрушились, однако стены до сих пор стоят.
Большая часть богато декорированного фасада монастыря не сохранилась (до нас дошли лишь великолепные полуразрушенные арки), однако дошедшие до нас элементы фасада позволяют сделать вывод, что его внешний вид был очень схож с фасадом собора Святого Николая в Фамагусте. Капители колонн монастыря содержат лиственный орнамент, распространённый в архитектуре Кипра 1-й половины XIV века.